# 10184 Galvani
10184 Galvani è un asteroide della fascia principale. Scoperto nel 1996, presenta un'orbita caratterizzata da un semiasse maggiore pari a 2,3987519 UA e da un'eccentricità di 0,1068299, inclinata di 2,34880° rispetto all'eclittica.
L'asteroide è dedicato a Luigi Galvani, fisico italiano del XVIII secolo.